# Mirza Nikolajev
Mirza Nikolajev, född 22 oktober 2001, är en bosnisk rodelåkare.

## Karriär
Nikolajev tävlade för Bosnien och Hercegovina vid olympiska vinterspelen 2022 i Peking, där han slutade på 34:e plats i herrarnas singel.